# Soldadura fuerte
La soldadura fuerte consiste en un proceso de cruzar dos metales a través del penetramiento de estos y la posterior adición de un metal de aportación, el cual debe tener una temperatura de fusión superior a 450 °C y menor al del metal base. Este material de aportación se colocará en el hueco que dejan las dos partes a unir y se distribuirá entre las superficies de unión por atracción capilar.
Este tipo de unión es muy común en la industria y sirve para unir la mayoría de los metales y aleaciones que encontramos en el sector de la metalurgia.

## Fundamentos de la soldadura fuerte
Con el fin de obtener uniones soldadas de alta calidad, las piezas deben quedar adaptadas perfectamente, y los metales base deben estar limpios y libres de óxidos. En la mayoría de los casos se recomiendan dejar una distancia de entre 0,003 y 0,08 mm para lograr una mejor acción capilar. Sin embargo, en algunas operaciones de soldadura no es raro tener espacios comunes en torno a 0,6 mm.
Como ya hemos dicho la limpieza de las superficies es de vital importancia, ya que cualquier contaminación puede provocar un resultado final negativo.
Los dos métodos principales para limpieza de piezas son de limpieza química y la limpieza con abrasivos o mecánica.
Otra consideración que no debemos saltarnos es el efecto de la temperatura y tiempo para una buena calidad. En general, la temperatura de soldadura elegida debe estar por encima del punto de fusión del metal de aporte. Para la elección de la temperatura consideraremos los factores siguientes:
1. La temperatura más baja posible para poder soldar
2. Minimizar los efectos del calor en la unión
3. Mantener el metal de relleno
4. Maximizar la vida de la herramienta

## Características de la soldadura
La soldadura fuerte como bien indica su nombre se caracteriza por tener una fortaleza y ductilidad alta. De hecho la zona de unión es igual o más fuerte que los metales que se han unido. También es una unión que destaca por su homogeneidad en la unión, lo que implica un buen acabado a nivel estético y estanqueidad a la hora de contener fluidos.

## Proceso de soldadura
Existen varios métodos para la realización de esta soldadura, estos son la soldadura por soplete, mediante horno, de plata, del bronce y al vacío.

### Soldadura por soplete
Este es uno de los procedimientos de soldadura fuerte más utilizados. Es muy utilizado en volúmenes de producción pequeños o en operaciones especializadas. Hay varias clases de soldadura por soplete, manual, semiautomática y automática.

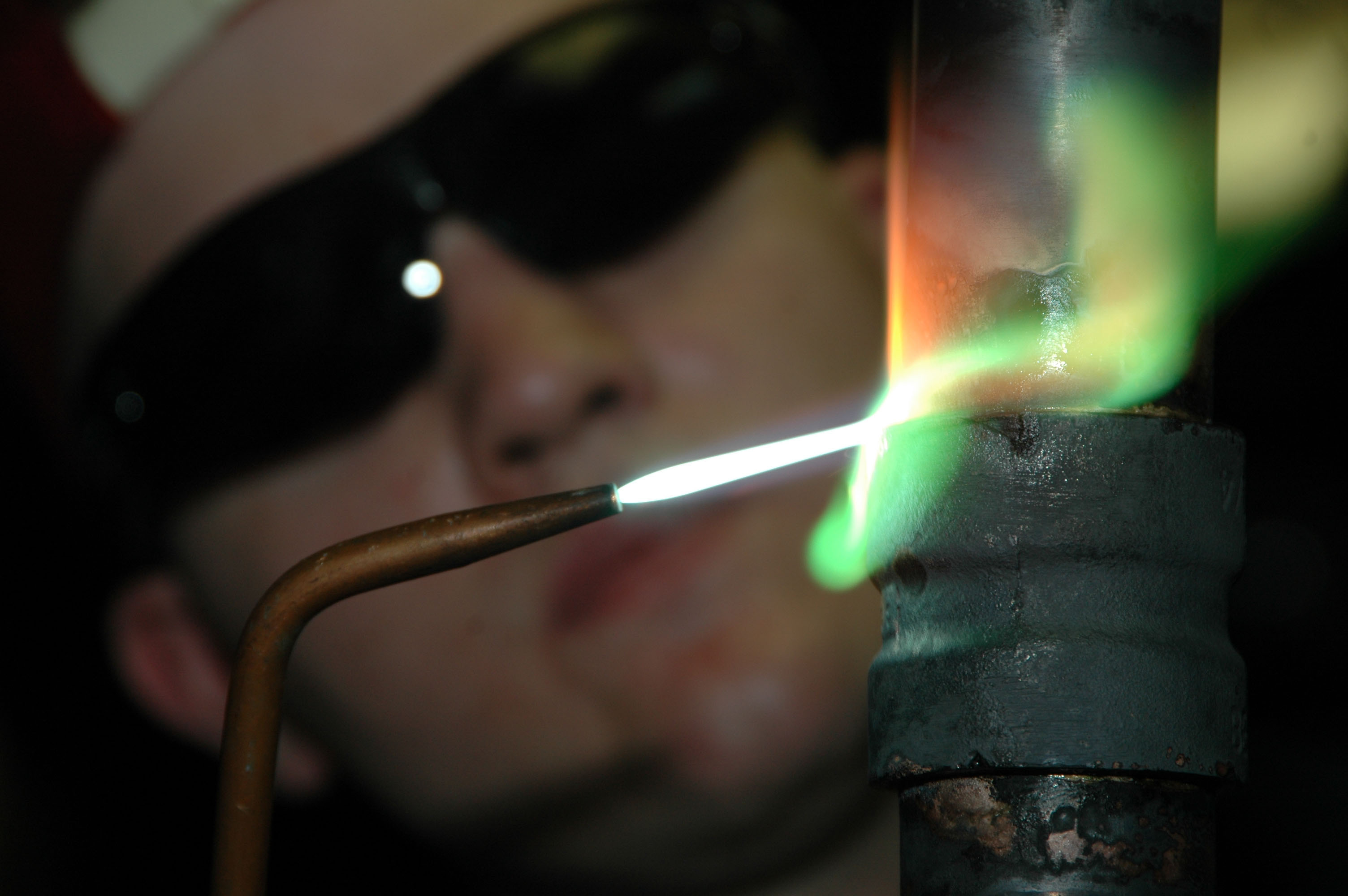
Operario soldando con soplete

En la soldadura manual el operario se encarga de manejar el soplete y de colocar las piezas para su unión así como el material fundente. Se utiliza en procesos de bajo volumen o en los que una máquina operaría con dificultades. Su principal inconveniente radica en la habilidad del operario para realizar la soldadura.
La soldadura automática se caracteriza por eliminar casi por completo la necesidad de mano de obra humana para la realización de la soldadura, salvo para cargar y descargar las piezas de unión. Se usa para altos niveles de producción y para conseguir acabados mejores.
La soldadura semiautomática es una mezcla de la manual y la automática. En este tipo de soldadura es la máquina la que maneja el soplete mientras que el operario coloca los elementos a unir el fundente. Este proceso tiene como ventajas la reducción de la mano de obra y el hecho de que no es influyente la habilidad del operario para soldar.

### Soldadura mediante horno
El proceso de soldadura mediante horno está generalizado en el mundo de la industria debido a la posibilidad de producir en masa con la consecuente reducción del coste de fabricación, cosa que lo hace ideal en cadenas de montaje, además no es necesaria mano de obra cualificada para utilizarlo. Otras ventajas son que permite la regulación de la temperatura a la cual se realiza el proceso y que no es necesario un proceso de limpieza de las piezas acabadas.
Dentro de los hornos se suelen crear ambientes idóneos para la soldadura. Estos se consiguen modificando el gas que se encuentra en el horno o directamente eliminando el gas, por ejemplo se suelen inyectar gases inertes o se genera el vacío, todo esto se realiza para evitar la generación de óxido en el metal.

### Soldadura a la plata
La soldadura a la plata es un procedimiento en el cual se suelda con un fundente de aleación de plata junto con otros metales como cobre, cadmio o zinc.
Este tipo de soldadura es utilizado principalmente en la industria de la herramienta donde se usa para unir puntas de metal duro (material compuesto formado por carburo de tungsteno (WC) con Co) a herramientas como sierras o taladros. Para ello se coloca la aleación de soldadura entre la pieza de metal duro y el acero para ser refundidos de nuevo.
Este tipo de soldadura sirve además como “amortiguador” entre la punta de metal duro y la herramienta de acero, lo que suaviza el impacto de la herramienta y el desgaste de la punta.

### Soldadura de bronce
En este tipo de soldadura se utiliza una tira de bronce o latón recubierto con fundente para unirse con piezas de acero. El método de soldadura es igual que en los anteriores sin embargo en este proceso será necesario una fuente de calor mayor, por ello se suele usar gases como el acetileno como combustible.
Cabe destacar que en este caso el bronce no se fusiona, cosa que le otorga a este proceso una serie de ventajas respecto a otros. Por ejemplo, con la soldadura de bronce se pueden unir metales diferentes además de la disminución del proceso de calentado previo de los metales a unir, también cabe destacar que la no fusión de los elementos a unir les permite mantener su geometría. Otra ventaja consiste en la eliminación de las tensiones que se puedan generar en el metal a unir, cosa que no ocurre en la soldadura de fusión por ejemplo, esto es muy importante a la hora de reparar piezas de grandes dimensiones.
Por el contrario este proceso tiene desventajas como pueden ser la pérdida de fuerza a altas temperaturas y la imposibilidad de soportar altas tensiones.

### Soldadura al vacío
Esta técnica de soldadura se realiza en un horno especial o cámara de vacío en la cual se extrae todo el gas presente en su interior creando una atmósfera perfecta para la realización de la soldadura.
Las ventajas de este proceso son significativas algunas de ellas son la extrema limpieza de la soldadura, o la alta resistencia y fuerza de las uniones. Otra ventaja es la posibilidad de tratar térmicamente al material al mismo tiempo que se realiza la unión lo que permite la mejora de las propiedades mecánicas y térmicas de las piezas finalizadas.
Puesto que el proceso de soldadura se realiza en un ambiente sin gases que permitan el transporte de calor, este se aplicara a las piezas que se desean soldar mediante radiación.

## Equipo necesario
Para soldar dos metales mediante el proceso de soldadura fuerte, se utilizan principalmente dos herramientas: el soplete y el horno.
El soplete consiste en una tubería unida a un depósito de gases tales como acetileno, butano, propano, dihidrógeno, etc. que al salir por el otro extremo del tubo a presión se mezclan con el oxígeno presente en el aire. Esta mezcla tiene un alto potencial calórico por lo que la aplicación de una fuente de calor externa provoca una llama que puede alcanzar altísimas temperaturas perfectas para el trabajo de soldadura.
El horno es un elemento que genera calor a través de múltiples fuentes (electricidad, carbón, gas, etc.) y que permite mantenerlo encerrado en una cámara. El horno también puede generar temperaturas muy altas, este hecho unido a la capacidad de trabajar en diversos elementos al mismo tiempo hace que sea idóneo para la producción en masa.

## Ventajas e inconvenientes
Este proceso de soldadura ofrece enormes ventajas ya sea en cuanto a los materiales a unir (puede unir varios tipos de metales), en su alta fiabilidad, en su bajo coste, en su relación resistencia/fiabilidad, incluso puede unir materiales de fundición distintos.

### Ventajas
Este tipo de soldadura, al no fundirse el material base permite un control mucho mejor del proceso y de las tolerancias finales, además de no ser necesario un proceso secundario para mejorar el acabado superficial.
Puede soldar materiales disimilares, ya que como lo que une es el material que se funde, no importa que los materiales a unir tengan distintos puntos de fusión.
No hay una gran zona afectada térmicamente.
Es fácilmente automatizable y sirve para producciones elevadas.

### Inconvenientes
No son uniones que vayan a soportar altos esfuerzos por lo que no son recomendables para estructuras metálicas.
La soldadura puede dañarse con temperaturas altas, ya que el material base tiene un punto más elevado de fusión que el material de aporte.
El color es diferente, entre metal base y de aporte, por lo que estéticamente no es del todo recomendable.

## Metales soldables
Este tipo de soldadura permite la unión de la gran mayoría de los metales existentes, solo hay una regla, para que la soldadura sea correcta, el metal base debe ser parcialmente soluble en alguno de los metales que forman la aleación de aportación.
Generalmente los metales de aportación son:
- Plata, Cobre, Zinc, Aluminio, Oro, Paladio, Cadmio, Plomo, Estaño, Bismuto, Berilio, Níquel, Cromo, Manganeso, Molibdeno, Cobalto, Magnesio, Indio, Carbono, Silicio, Germanio, Boro, Cerio, Estroncio

- Lista de aleaciones para todo tipo de soldadura